# Big Finish Games
Big Finish Games är en amerikansk datorspelsutvecklare som grundades av före detta anställda från Access Software/Indie Built som lades ner 2007. Företagets mål är att utveckla handlingsdrivande interaktiva spel. Företagets debutprodukt Three Cards To Midnight släpptes 7 maj 2009.
Företaget återförenades med de kreativa personerna Chris Jones och Aaron Conners som är kända för datorspelsserien Tex Murphy som utvecklades av Access Software, andra personer inkluderar Brian Johnson, Douglas Vandegrift och Matt Heider.

## Datorspel
- 2009: Three Cards to Midnight
- 2010: Three Cards to Dead Time
- 2011: Murder Island: Secret of Tantalus
- 2011: Escape from Thunder Island
- 2012: Rita James and the Race to Shangri La
- 2014: Tesla Effect: A Tex Murphy Adventure